# Truki csata
A Truk-sziget elleni légicsapást a második világháborúban, 1944. február 16-18-án mérték az amerikaiak a csendes-óceáni Karolina-szigeteken található japán tengerészeti támaszpontra.

## Előzmények

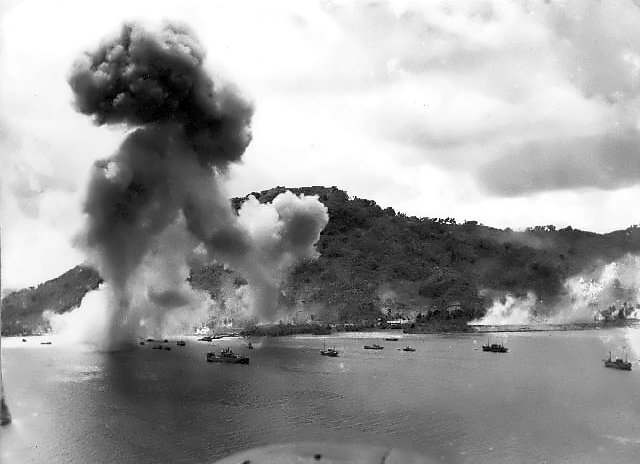
Támadás Truk ellen

Truk már a második világháború előtt a japán haditengerészet fő bázisa volt a Karolina-szigeteken. A szigeten négy felszállópálya üzemelt, és komoly erődítmények védték a kikötőket. Truk a birodalom egyesített flottájának főhadiszállása volt. A bázis a Japánból a Csendes-óceán déli és középső részére, vagy onnan hazafelé tartó hajók fontos megállója volt. Naponta 50-60 japán hadi- és kereskedelmi hajó horgonyzott a lagúnában, és nagyjából 365 vadászgép és bombázó állomásozott a szigeten. A raktárakban hatalmas mennyiségű hadianyagot és egyéb készletet halmoztak fel. Trukot, amelyet szinte áthatolhatatlan korallzátony vett körbe, több ezer katona védte. 1943-ban Jamamoto Iszoroku Trukra helyezte át főhadiszállását, és a kikötőben horgonyzott zászlóshajója, a Muszasi is. Halála után utóda, Koga Mineicsi is a szigeten maradt.
A háború első két évében a támaszpont megingathatatlan bástyája volt a japán védelmi vonalnak, a Csendes-óceán Gibraltárja, ahogy nevezték. 1944-re azonban az erőviszonyok drasztikusan megváltoztak. Februárban Marc Mitscher csapásmérő egysége (Task Force 58) annyira megerősödött, hogy az altábornagy elhatározta Truk bombázását, mivel a helyőrség megzavarhatta a Marshall-szigeteki amerikai katonai tevékenységet.

## A támadó flotta
Mitscher hatalmas flottával érkezett Trukhoz: öt hordozóval (Enterprise, Yorktown, Essex, Intrepid és Bunker Hill), négy könnyű anyahajóval (Belleau Wood, Cabot, Monterey és Cowpens), hét csatahajóval, valamint cirkálókkal és rombolókkal. Összesen több mint hatvan hajóból állt a flotta. A had 500 repülőt szállított. Az akció a Hailstone hadművelet (Operation Hailstone, magyarul Jégesőszem hadművelet) kódnevet kapta.
A japánok, hogy megakadályozzák az óriási pusztítást, egy héttel korábban visszarendelték nehéz hajóikat Palauhoz. A támaszponton így csak néhány könnyű felszíni hajó maradt. Fukudome Sigeru altábornagy a háború után megjegyezte, hogy ezek a hajók is csak azért maradtak a sziget közelében, mert túl rossz állapotban voltak a kifutáshoz. Az amerikai flotta február 17-én, két órával hajnalhasadás előtt érte el a szigettől nagyjából 130 kilométerre kijelölt támadási pozíciót.

## Támadás

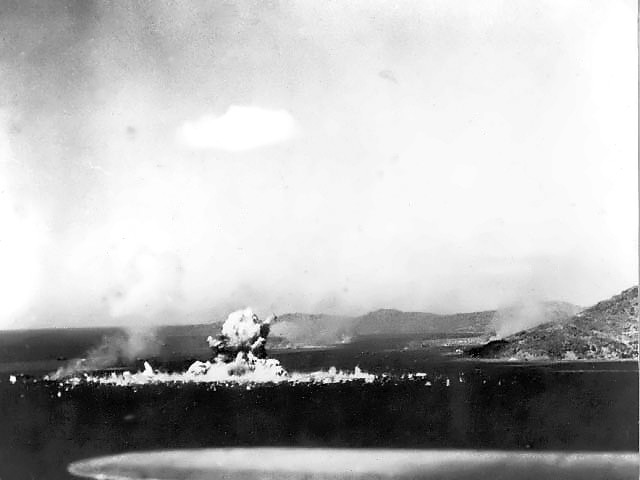
Felrobban az Aikoku Maru lőszerszállító hajó

Február 16-án kora délután egy kisebb csoport japán gép támadta meg az amerikai flottát. Mindössze egy bomba talált, de az is csak jelentéktelen károkat okozott az Iowa csatahajón. Éjszaka egy torpedóbombázó eltalálta az Intrepidet, amelynek fedélzetén 11 ember meghalt. A hordozó visszafordult Pearl Harborba, majd San Franciscóba javításra.
Február 17-én az amerikaiak a levegőből, a vízről és a víz alól is támadtak. Az első hullámban 72 F6F Hellcat szállt fel. A gépek összecsaptak az ellenük rendelt Zerókkal, majd a repülőtereket támadták. A következő hullámokban újabb vadászok, Avenger torpedóvetők és Dauntless zuhanóbombázók érkeztek Truk fölé. A nap végére az amerikaiak 124 japán gépet lőttek le, és sokat a földön semmisítettek meg. Elsüllyesztettek sok horgonyzó hajót is. Az éjszaka radarvezetésű Avengerek bombázták Trukot, és az amerikai csatahajók a sziget körül cirkáltak, hogy megakadályozzák a japán hajók menekülését.
Másnap újabb hullámokban bombázták Trukot az amerikaiak. Délre alig maradt támadható célpontjuk. A legsúlyosabb veszteséget a japán légierő szenvedte el, amelynek 270 gépe pusztult el. Súlyos veszteséget szenvedett a flotta is: a repülők 191 ezer tonnányi hajót küldtek a tenger fenekére. Köztük volt három könnyűcirkáló (Agano, Katori, Naka), hat romboló (Oite, Fumizuki, Maikaze, Hagio, Iszogu, Tacsikaze), három kisebb hadihajó, két tengeralattjáró, valamint 32 szállító- és kereskedőhajó. Az amerikaiak 21 repülőt vesztettek, de többnek sikerült a legénységét kimenteni. A támaszpontot minden utánpótlásától elvágták, és a japán kapituláció idején a katonák már éheztek.